# Hoofdkantoor van Booking.com
Het Hoofdkantoor van Booking.com is een gebouw gesitueerd op het Oosterdokseiland in Amsterdam-Centrum. Het staat op een terrein in de vorm van een kwart cirkelsegment tussen Ton de Leeuwstraat, Oosterdoksstraat en Oosterdokskade.
Hier stond tussen 1968 en 2009 stond het Post CS-gebouw van Ben Merkelbach en Piet Elling. Na vertrek van de post (PTT) raakte het gebouw in verval en werd uiteindelijk rond 2010 gesloopt. Er kwamen plannen voor herinrichting van het Oosterdoksplein onder leiding van stedenbouwkundige Erick van Egeraat, die een impressie liet zien op de Architectuurniennale van 2003 te Venetië. Hij is voorstander van robuuste bouw. Er werd gebouwd aan een kolossaal complex, dat stukje voor beetje opgeleverd werd met de Openbare Bibliotheek Amsterdam en het Conservatorium van Amsterdam. 
De oostelijke punt bleef een aantal jaren leeg, totdat zich in 2015 een geïnteresseerde zich meldde, Booking.com. Er kwam vervolgens vanaf juli 2018 voor jaren een bouwput voor dit gebouw met ondergrondse parkeergarage, dat qua uiterlijk mede verwijst naar dit voormalige industrieel gebruik van het Oosterdokseiland. Royal HaskoningDHV hield supervisie. Het gebouw wordt gekenmerkt door een grote glaspartij, die moet zorgen voor een weerspiegeling van het water van het Oosterdok. Die glaswanden wordt onderbroken door inhammen en hellingbanen. Karakteristiek voor het werk van Ben van Berkel in de ogen van criticus Jaap Huisman in de vervaarlijke overstek van de gevel langs het spoor en Oosterdoksstraat. Huisman vond het gebouw het spektakelstuk binnen de grote architectuur. Hij gaf het de omschrijving campus mee, er worden 5000 medewerkers verspreid over 63.500 m2 kantooroppervlak. 

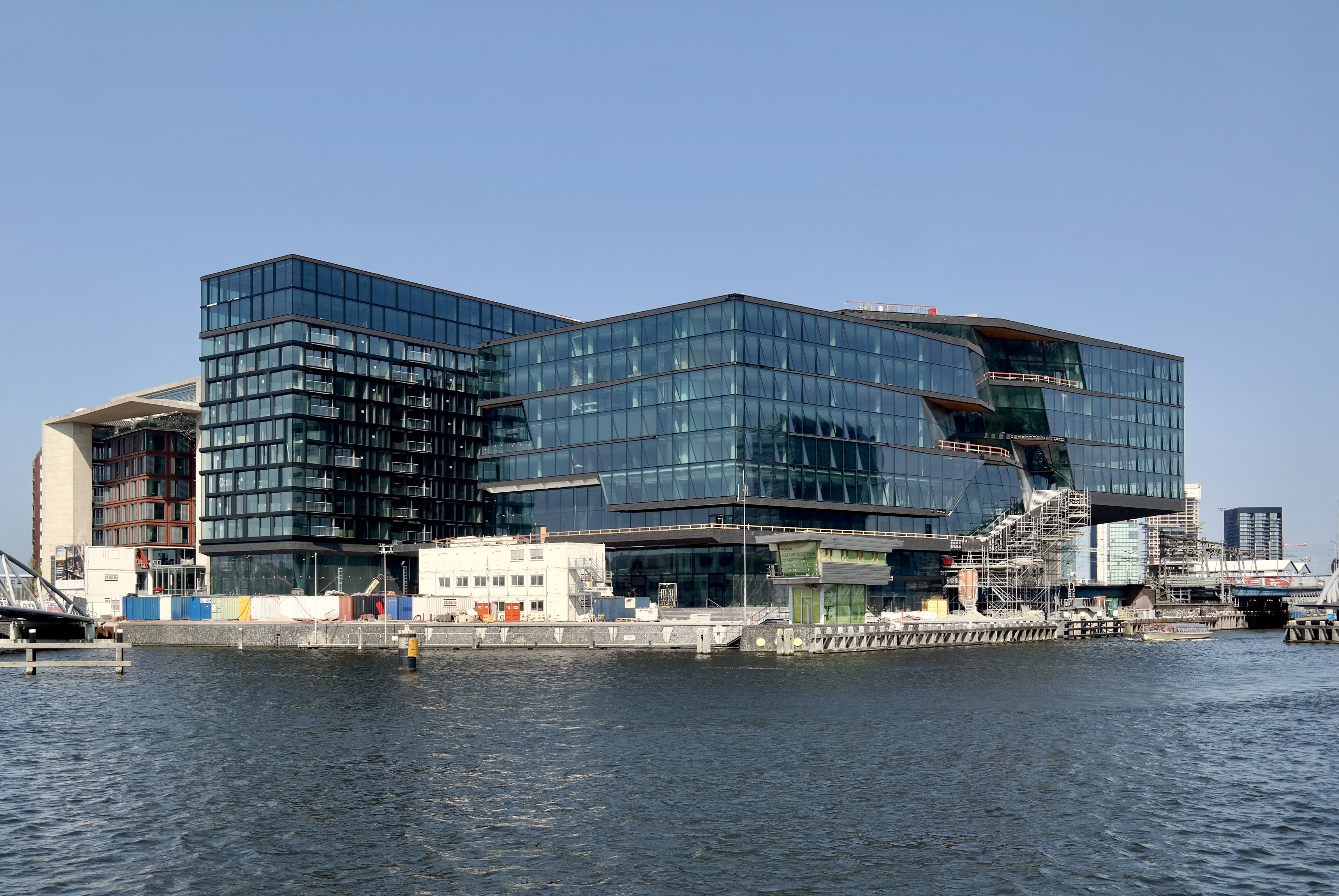
Het kantoorgebouw tijdens de bouw in april 2022

In het gebouw bevindt zich tevens een restaurant, er is grote aandacht besteed aan groen, loopbruggen, terrassen. Bovendien bevinden zich 41 appartementen in het complex (rechthoekige toren), waarboven zich Club 11 bevindt een verwijzing naar één van de gebruikers van Amsterdam Post-CS, opmerkelijk is dat die plaats bijna dezelfde plaats is waar het origineel zich bevond. De inrichting werd verzorgd door meerdere interieurarchitecten. Het gebouw moest de indruk wekken van ‘’een grote ontmoetingsplaats" aldus Van Berkel bij Oosterdokseiland.nl.
Het gehele complex is opgehangen aan een staalconstructie met een gezamenlijk gewicht van 6.000.000 kilo staal; eenzelfde hoeveelheid als benodigd voor de Erasmusbrug of 4/5 van de Eiffeltoren. De dragende constructie bestaat uit de evenknie van een boom; slank aan de bodem met steeds meer vertakkingen. Het vele glas biedt uitzicht over de stad. 
Het kantoor is voorzien van een slim regelsysteem dat gebruikt maakt van een groot aantal sensoren en een zogenaamd ‘indoor positioning system IPS’, waarop alle gebruikers en bezoekers zijn ingelogd. Hiermee wordt het binnenklimaat, de verlichting en energieverbruik van alle ruimten in het gebouw geheel automatisch en interactief afgestemd op de behoefte. Het gebouw is voorzien van verhoogde computervloeren (waarmee de ventilatielucht wordt verdeeld en klimaatplafonds van strek-metaal voor koelen en verwarmen en waarin de verlichting is geïntegreerd.
Alle bouwdelen maken gebruik van een duurzame energievoorziening. Het concept voor de warmte-/koudevoorziening bestaat uit een combinatie van warmtepompen en een bodem energiesysteem (WKO systeem). Op het dak zijn 830 zonnepanelen aangebracht. In het gebouw bevinden zich 11.000 planten waarvan 7 bomen. Het gebouw heeft een duurzaamheidscertificaat Breeam Excellent. 
Na oplevering in december 2022 kon met de inrichting begonnen worden, zodat het gebouw rond mei 2023 in gebruik kan worden genomen. Het gebouw is dan eigendom van het Duitse Deka Immobilien Investment GmbH.

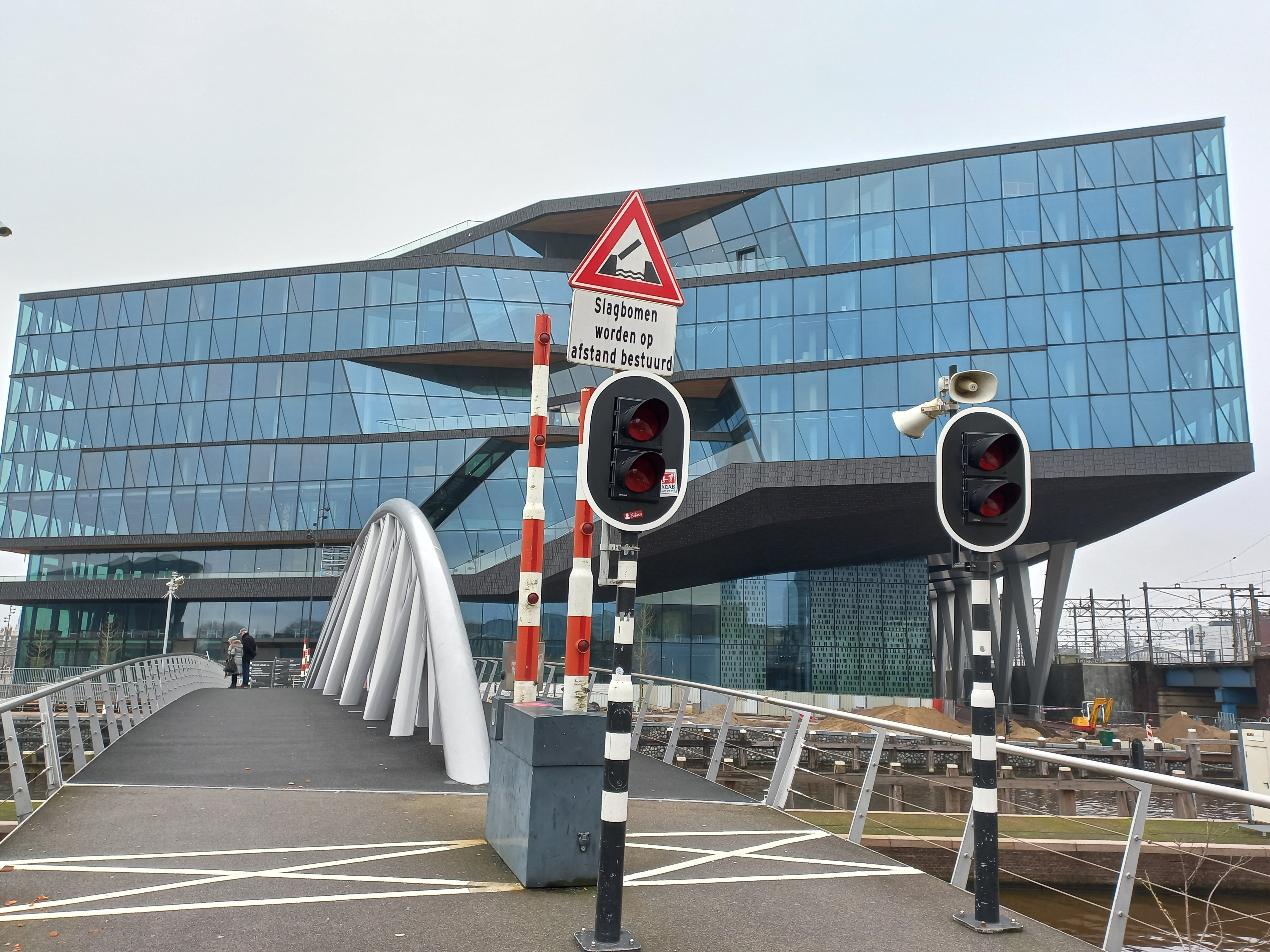
Zijgevel aan de Oosterdokstoegang met op voorgrond Oosterdoksdraaibrug (januari 2023)